# BL 6 inch Mk VII naval gun
Die BL 6 inch Mk VII naval gun (genauso wie die baugleichen Mark VIII) war eine 1899 ursprünglich als Schiffsgeschütz entwickelte Kanone, die im Ersten Weltkrieg auch als schweres Feldgeschütz der Royal Garrison Artillery verwendet wurde. Diese Kanone wurde noch bis in den Zweiten Weltkrieg hinein als Schiffsgeschütz eingesetzt und bei der Küstenartillerie bis in die 1950er Jahre verwendet.

## Entwicklungsgeschichte
Die BL 6 inch Mk VII naval gun wurde entwickelt, um die QF-6-inch-/40-Schiffskanone aus dem Jahr 1890 zu ersetzen. Während die ältere QF-6-inch-/40-Kanone patronierte Munition mit Messinghülsen verwendete, kehrte man bei dem Nachfolgemodell wieder zur Granate mit separater Seidenbeutel-Treibladung zurück, da man bei Vickers festgestellt hatte, dass mit dem neuen Schraubenverschluss des Systems Welin eine ebenso schnelle Feuergeschwindigkeit erreicht werden konnte wie mit patronierter Munition. Vickers versprach sich des Weiteren eine signifikante Einsparung von Stauraum an Bord von Kriegsschiffen.
Von diesem Geschütz wurden zwei Varianten gebaut:
- die Mark-VII-Geschütze, deren Verschluss nach rechts geöffnet wurde und
- die Geschütze Mark VIII, deren Verschluss nach links geöffnet wurde,

Damit wurde bei Doppellafetten eine optimale Bedienung der Geschütze erreicht. Geschütze in Einzellafette hingegen waren immer von der Ausführung Mark VII.

## Einsatzgeschichte

### Schiffsgeschütz

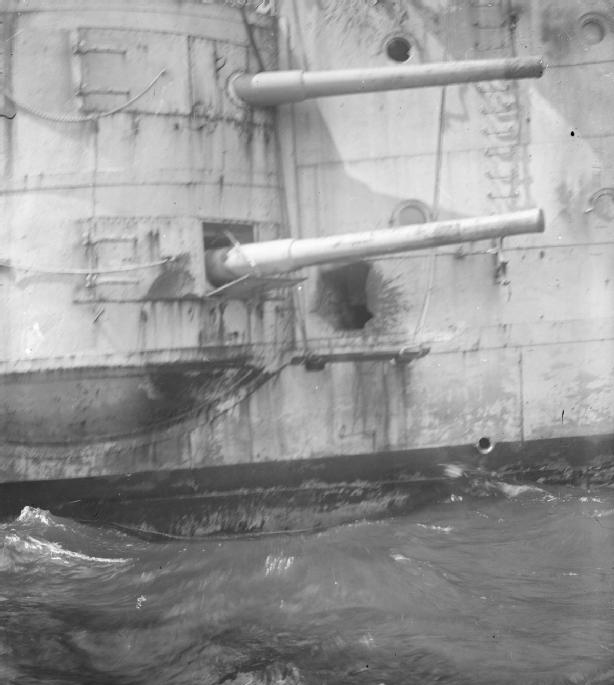
Vordere Steuerbord-Kasematten der Kent mit Beschädigung durch Granaten nach dem Seegefecht bei den Falklandinseln

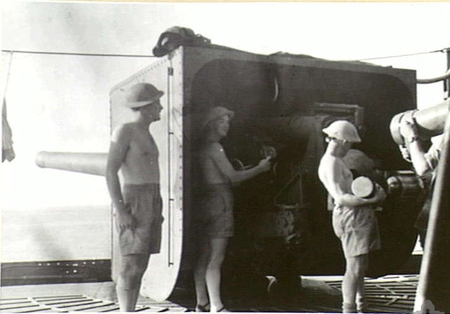
Geschützausbildung auf Laconia März 1942

Die Waffe wurde erstmals bei den Schlachtschiffen der Formidable-Klasse verwendet und danach in zahlreichen anderen Schiffen der Royal Navy eingebaut.
Der Einsatz erfolgte unter anderem in Schiffen der:
- Centurion-Klasse (Schlachtschiffe, Erneuerung der Mittelartillerie 1902)
- Duncan-Klasse (Schlachtschiffe)
- Formidable-Klasse (Schlachtschiffe)
- Iron-Duke-Klasse (Schlachtschiffe)
- King-Edward-VII-Klasse (Schlachtschiffe, nur eingebaut bei Commonwealth, Dominion, Hindustan, King Edward VII, New Zealand)
- Tiger (Schlachtkreuzer)
- Cressy-Klasse (Panzerkreuzer)
- Devonshire-Klasse (Panzerkreuzer)
- Drake-Klasse (Panzerkreuzer)
- Monmouth-Klasse (Panzerkreuzer)
- Challenger-Klasse (Geschützte Kreuzer)
- Humber-Klasse (Monitore)
- M15-Klasse (Monitore)
- Insect-Klasse (Kanonenboote)

Im Zweiten Weltkrieg wurde das Geschütz noch auf Hilfskreuzern wie zum Beispiel Rawalpindi und Jervis Bay oder Passagierschiffen wie beispielsweise Laconia verwendet.

### Feldkanone

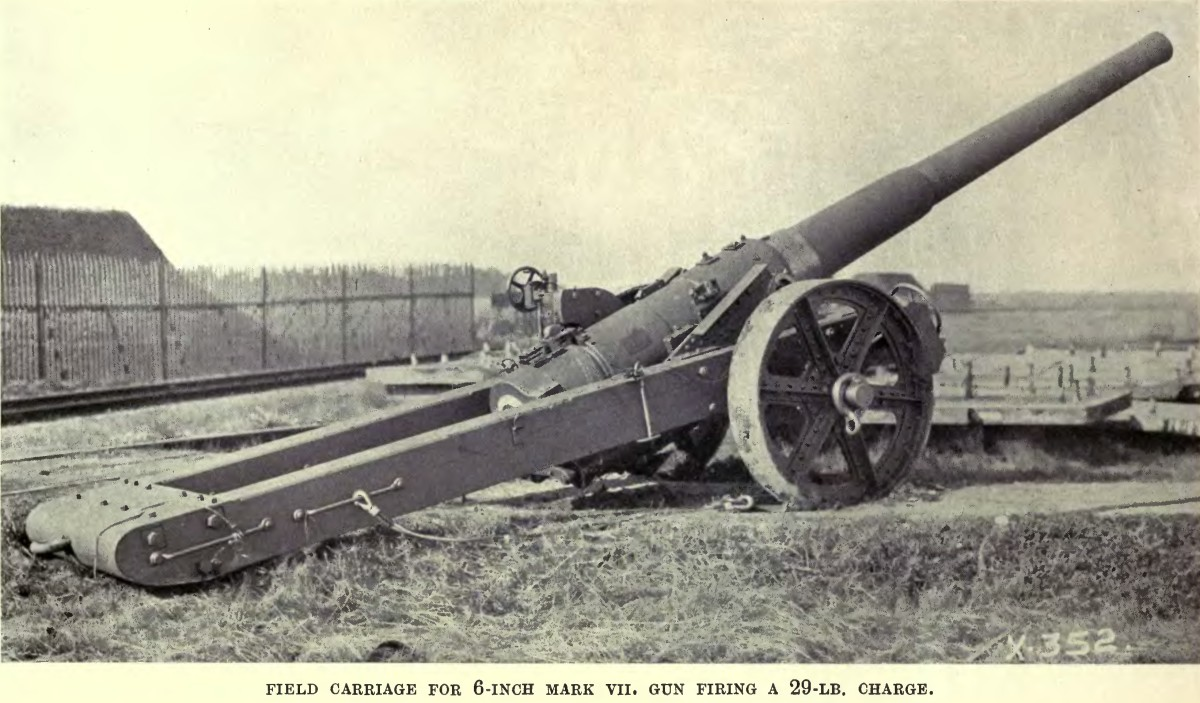
Originale Scott-Lafette

Die ersten dieser Geschütze trafen an der Westfront im Laufe des Jahres 1915 ein. Um sie als Feldkanone verwenden zu können, wurden sie mit einer improvisierten sogenannten Scott-Lafette, benannt nach deren Erfinder Admiral Sir Percy Scott, ausgestattet.

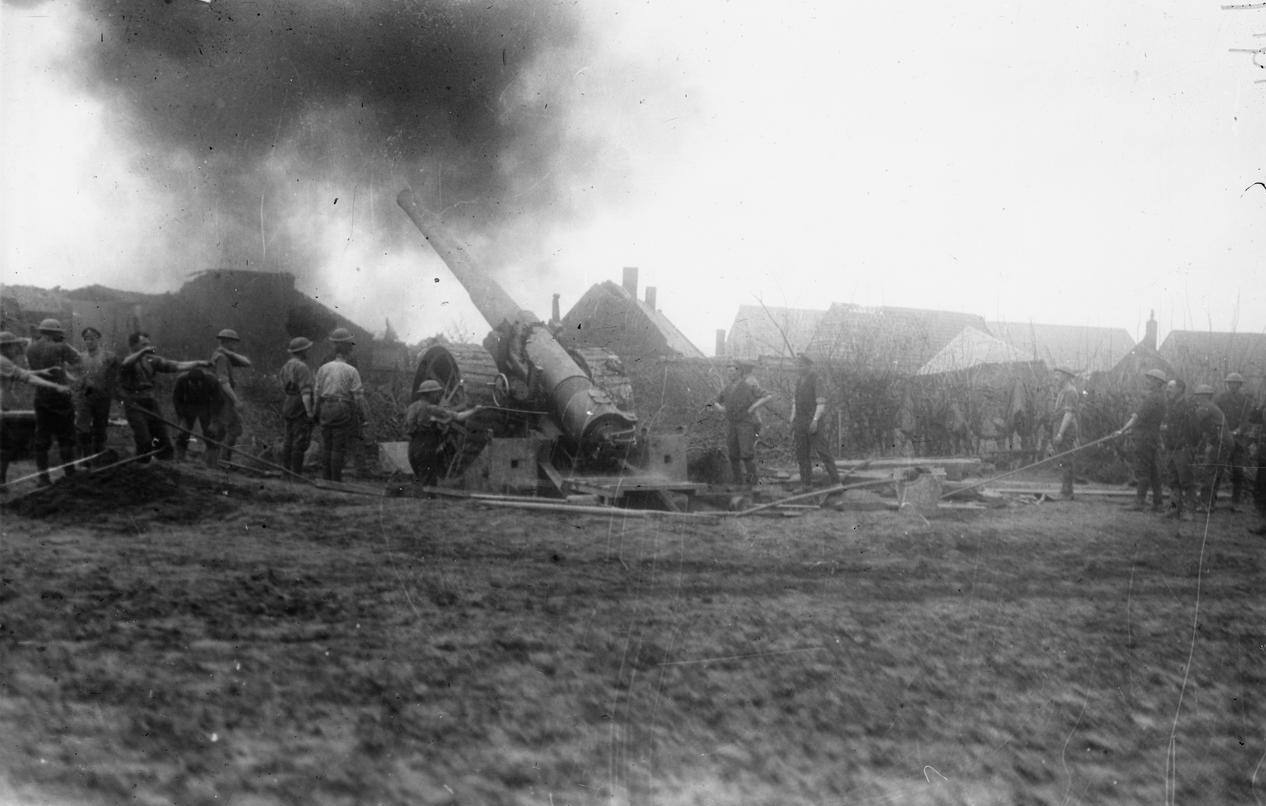
Feuerndes Geschütz in der Nähe von Beaumetz-lès-Loges während der Schlacht von Arras, 21. April 1917

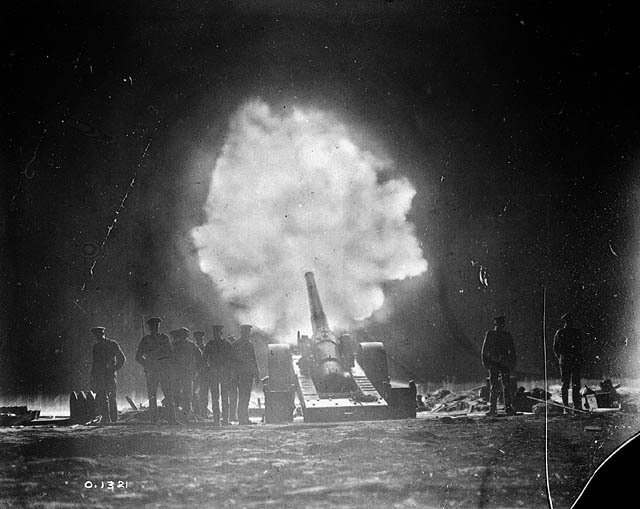
Geschütz am Vimy-Rücken

Bevorzugt wurden diese Geschütze zum Niederkämpfen feindlicher Artilleriestellungen sowie zur Bekämpfung von Zielen in der Tiefe des Raumes eingesetzt.
Die Geschütze wurden wie im Ersten Weltkrieg auf britischer Seite üblich durch Soldaten der Royal Garrison Artillery bedient. Eine Batterie bestand aus vier Geschützen.
Beginnend mit dem Oktober 1916 wurde das Geschütz aufgrund seiner unzulänglichen Lafette durch die leichteren und moderneren BL 6 inch Gun Mk XIX ersetzt; die noch vorhandenen Geschütze wurden bis zum Kriegsende weiterverwendet und nach dem Waffenstillstand von der British Army umgehend ausgemustert.

### Küstenartillerie
Siehe hierzu auch: Liste der Küstengeschütze
Die BL 6 inch Mk VII naval gun stellte zusammen mit der BL 9.2-inch-gun Mk IX–X die Hauptbewaffnung der Küstenartillerie des Vereinigten Königreiches und des Commonwealth.
Viele der Geschütze aus ausgemusterten alten Kriegsschiffen der Royal Navy wurden nach dem Ende des Ersten Weltkrieges überholt und ebenfalls den Küstenartillerieverbänden zugeführt, in dieser Rolle blieben diese Geschütze bis zur Auflösung der Küstenartillerie in den 1950er-Jahren. Insgesamt wurden von der Küstenartillerie noch 103 Stück verwendet.
Einige wenige Geschütze wurden in der Zwischenkriegszeit mit verstärkten Geschützrohren versehen, was die Verwendung stärkerer Korditladungen möglich machte, diese Geschütze wurden dann in BL 6 inch Mk XXIV naval gun umbenannt.

### Munition
|                           |                         |                           |                                              |                          |                                                             |
| Mk-III-Kordit-Treibladung | Mk-IV-Artilleriegranate | Mk-VIIA-Artilleriegranate | MK-XIIA-QNT-Artilleriegranate mit Leuchtspur | Mk-IX-Schrapnell-Granate | Mk XVI, Technisches Datenblatt einer Mark-XVI-Sprenggranate |

## Noch vorhandene Exemplare
- Rotunda, Royal Artillery Museum, London
- Küstenartilleriegeschütz in Newhaven Fort, Sussex, UK
- Küstenartilleriegeschütz Baujahr 1904 auf New Tavern Fort, Gravesend, UK
- Zwei Mark-VII-Geschütze auf Fort Dunree, Lough Swilly, Ireland
- Feldgeschütz auf Scott-Lafette The Front Museum, Lappohja, Finland
- Fort Ogilvie, Point Pleasant Park, Halifax, Nova Scotia
- Geschütznummer: 1489 und 1317 im Fort Nepean, Victoria
- Mk VII gun dated 1902 Mark-VII-Geschütz, Baujahr 1902, Ile aux Aigrettes, Mauritius
- Fort Siloso, Insel Sentosa, Singapur
- southpacificphotography.com Momi, Vuda, Batteries, Viti Levu, Fiji Islands. Geschütznummer: 1266, Baujahr 1900